# Клан Баннатайн
Клан Баннатайн (шотл. — Clan Bannatyne) — один з рівнинних кланів Шотландії. На сьогодні клан не має визнаного герольдами Шотландії вождя, тому називається в Шотландії «кланом зброєносців», як і всі інші клани, що не мають вождя.
Емблема (гребінь) клану: Грифон з мечем
Девіз клану: Nec cito nec tarde — не швидко, не повільно (лат.)

## Історія клану Баннатайн
Назва клану походить від топоніма Беннахтайн (гельск. — Bennachtain), розташування якого на місцевості невідоме. Вільям де Беннохайн (шотл. — William de Bennothine) фігурує в документах Девіда Оліфарда, що стосуються пожертв на утримання лікарні Солтре і датуються 1153—1177 роками. Ніколас де Бенохайн фігурує в документах Вільяма де Морея щодо пожертвувань на користь цієї ж лікарні, які датуються 1278—1294 роками.
Ніколас де Бенавті з Ланаркширу (шотл. — Nicol de Benauty Lanarkshire) сплачував данину в 1296 році і є першою особою з цього клану в історії, що пов'язаний із західним узбережжям Шотландії, де клан зрештою збудував замок в Корра у XV, що був названий Коррехаус.
У 1362 році Йоханнес де Беннахтайн де ле Коррікайз (гельск. — Johannes de Bennachtyne de le Corrokys) зрікся своїх прав на володіння землею Нудре (Ніддкі) і подав у відставку з посади шерифа Единбурга.
Річард Баннахтін — Домінус де Корхайус фігурує в документах від 1459 року та в судових документах в 1467 році.
Написання назви клану не змінювалося аж до правління Карла II.
Септа клану Баннатайн Б'ют була підпорядкована графу Аргайла та клану Стюарт з Б'юта.
У 1547 році клан Баннатайн або як ще його називали клан МакКамелайн визнав своє підпорядкування клану Стюарт з Б'юта.

## Видатні люди клану Баннатайн
- Джордж Баннатйн (1545—1608) — купець з Единбургу, громадянин цього міста, народився в Ангусі, відомий знавець давньої Шотландської поезії, колекціонер шотландських манускриптів, збирач фолктору. Він склав значну антологію сучасної йому шотландської поезії — збірник нараховує більше восьми сотень сторінок фоліанта, розділених на п'ять частин. Рукопис Баннатйна вважається одним з важливих джерел по вивченню середньовічної шотландської літератури. Він містить багато творів Генрісона, Данбара, Ліндсея, Олександра Скотта і Олександра Монтгомері. В даний час цей манускрипт знаходиться в Національній бібліотеці Шотландії.

- Річард Баннатайн (помер 1605) — шотландський священик і книжник, служив як секретар Джону Ноксу.

- Лорд Баннатайн — сер Вільям МакЛауд Баннатайн (1743—1833) — шотландський адвокат, суддя, антиквар та історик. Син Родеріка МакЛауда і Ізабель — дочки Гектора Баннатайн з Кемес. Почав адвокатську практику в 1765 році, після смерті лорда Суїнтона, був призначений на посаду судді, коли він успадкував маєток на острові Б'ют після смерті матері. Він розбудував і розширив замок Камес на острові недалеко від міста Порт-Баннатйн, але потім продав його клану Гамильтон у 1812 році. Переїхав до Единбурга і помер у будинку Уайтфорд в Канонгейті. Ця будівля в даний час є домом для ветеранів, що вийшли на пенсію.